# Girl Meets Boy
「Girl Meets Boy」（ガール・ミーツ・ボーイ）は、声優・宮崎羽衣の1枚目のシングル。2005年12月7日にLantisから発売された。

## 概要
クローバーとして活動していた声優・宮崎羽衣のソロデビューシングル。編曲は、音楽制作集団・Angel Noteが手掛けている。

## 収録曲
（全編曲：Angel Note）
1. Girl Meets Boy [3:48] 
作詞：mavie、作曲：藤間仁
2. ワタシカプセル [4:27] 
作詞：畑亜貴、作曲：冨田暁子
3. Girl Meets Boy（off vocal）
4. ワタシカプセル（off vocal）